# Rhinotorus mesocastanus
Rhinotorus mesocastanus är en stekelart som först beskrevs av Thomson 1894.  Rhinotorus mesocastanus ingår i släktet Rhinotorus och familjen brokparasitsteklar. Arten är reproducerande i Sverige. Inga underarter finns listade i Catalogue of Life.